# Marjatta Leppänen

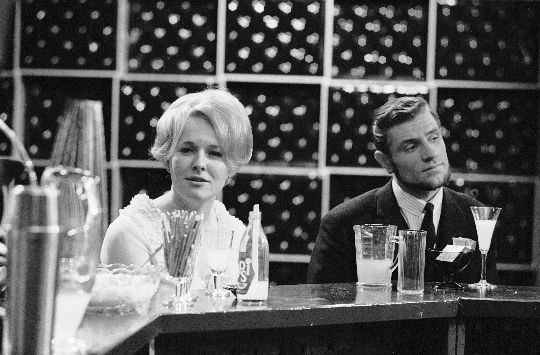
Marjatta Leppänen och Viktor Klimenko.

Varpu Marjatta Leppänen, född 24 augusti 1937 i Helsingfors, är en finländsk schlager- och showartist samt programledare. 
Leppänen inledde sin bana som schlagersångerska redan mot slutet av 1950-talet. Som skivartist blev hon senare känd med bland annat Lasse Mårtensons komposition Iltaisin, som skulle ha representerat Finland i Eurovision Song Contest 1965, om en av Viktor Klimenko framförd låt inte skulle ha dragit det längre strået i en slutlig omröstning. Efter detta lade hon skivkarriären på hyllan och en lång framgångsrik period vid rundradion inleddes. Vid sidan av medverkan i kortvarigare radio- och tv-program blev hon folkkär som programledare för den populära önskekonserten i finsk radio, Puhelinlangat laulaa. 
Sin kanske största insats har Leppänen dock gjort som showartist. Hon inledde med restaurangshower på bland annat Adlon och Fiskartorpet i Helsingfors, både som soloartist och tillsammans med ett team. År 1979 hörde hon till kretsen som grundade Uusi iloinen teatteri, som spelar på Borgbackens Peacockscen, en scen som har blivit ett begrepp inom den finska revytraditionen. Hon har genom åren också varit en av teaterns synligaste skådespelare. Hon utgav 2004 memoarer under titeln Hei, Marjatta Leppänen tässä! (redaktör Tuula Saarikoski).